# Щасливі разом (фільм, 1989)
«Щасливі разом» (англ. Happy Together) — американська молодіжна комедія 1989 року, знята режисером Мелом Демскі. У головних ролях знялися Патрік Демпсі та Гелен Слейтер.

## Сюжет
Амбіційний Кріс Вуден (Патрік Демпсі) мріє стати письменником. Для цього він приїжджає вчитися в коледж і влаштовується жити в чоловічому гуртожитку. Але комп'ютер служби розселення робить помилку, і його сусідом по кімнаті виявляється чарівна й абсолютно «ураганна» Олександра Пейдж (Гелен Слейтер), яку всі звуть просто Алекс. За дівчиною увивається купа хлопців, що заздрять Крісу. Ось тільки йому самому не до сміху. Напевно, пішов би він у більш відповідне для студента житло, та викладач зазначив, що в його творіннях мало життя і порадив юнакові отримати «особистий життєвий досвід». Кріс береться за справу настільки старанно, що передбачувано втрачає голову від кохання до Алекс, і дуже скоро постає питання про його виключення з університету.

## У ролях
- Патрік Демпсі — Крістофер «Кріс» Вуден
- Гелен Слейтер — Олександра «Алекс» Пейдж
- Ден Шнайдер — Стен
- Кевін Гардесті — Слеш
- Маріус Вейерс — Денні Долленбахер
- Барбара Бебкок — Рут Карпентер
- Ґлорія Гейс — Луїза Деллавока
- Бред Пітт — Брайан
- Аарон Гарнік — Воллі
- Рон Стерлінг — Тревор
- Ерік Ламбарді — Ґері
- Майкл Д. Кларк — Стів
- Венді Лі Марконі — Дорі
- Іветт Рамбо — Джилл
- Шоуні Роу — Ґері

## Зйомки
Зйомки картини проходили в знаменитому Каліфорнійському університеті в Лос-Анджелесі (скорочено — UCLA від  University Of California, Los Angeles ), розташованому в Вествуді, в Лос-Анджелесі за адресою:  Royce Hall, 340 Royce Drive .

## Музика[2]
Легендарна пісня «Happy Together» у виконанні гурту The Turtles стала головною темою фільму. Крім того, фільм був названий на честь пісні. Також у фільмі звучала пісня «Surfin 'Safari» з репертуару бой-бенда «The Beach Boys».
Герої грають в гру, мета якої вгадати пісню по декількох рядках. Вони співають фрагменти наступних пісень: «You Are My Sunshine», «What I Did For Love», «Get Happy», «I've Never Been In Love Before», «Cabaret» і «Put On a Happy Face».

## Цікаві факти
- Слогани фільму: «How do I love thee, Let me count the ways …» і «Roommates by accident … lovers by choice».

- Одна з перших ролей Бреда Пітта — він з'являється кілька разів в кадрі, у його персонажа всього пару слів.

- Сюжет фільму заснований на подіях мюзиклу «Кабаре».

- Довжина рукавів Алекс постійно міняється, коли вона носить рожеву майку.